# سان أنطونيو دي فيلاماخور
بلدية سانت أنطوني دي بيلاماجور (بالكاتالانية: Sant Antoni de Vilamajor) هي إحدى بلديات مقاطعة برشلونة, والتي تقع في منطقة كاتالونيا، شرق إسبانيا.
يبلغ عدد سكانها 5.091 نسمة وفقاً لإحصائية سنة (2007).